# 張樞 (宋朝)
張樞（?—?），字斗南，號雲窗，又號寄閒。西秦（今陝西）人。

## 生平
五世祖張俊。祖父張鎡。父張濡。原籍鳳翔（今陕西），随宋室南渡，寓居臨安（今浙江杭州）。張樞生於鍾鳴鼎食之家，早年曾擔任宣詞令、合門簿書。德祐元年（1275年），蒙古軍攻破臨安後，張濡被殺，張樞不知所終。張樞善音律，工於詞，與陳充平、李彭老等相唱和。著有《寄閒集》，已佚。《全宋词》辑其词九首。有子張炎。